# アレクサンデル4世 (ローマ教皇)
アレクサンデル4世（Alexander IV, 1199年または1185年頃 - 1261年5月25日）は、ローマ教皇（在位：1254年 - 1261年）。
リナルド・ディ・イェンネ（Rinaldo di Jenne）としてアナーニ近郊のイェンネに生まれた。インノケンティウス3世やグレゴリウス9世と同様、母方の実家がセーニの伯爵家だった。叔父のグレゴリウス9世により1227年に助祭、1229年にカメルレンゴ、1231年に司教に序せられ、1244年には首席枢機卿となった。1254年にインノケンティウス4世が亡くなると、1254年12月12日にナポリでローマ教皇に選出された。
アレクサンデル4世はインノケンティウス4世を引き継いで、最後のホーエンシュタウフェン朝の王であるコッラディーノの後見人となった。
当時のローマは教皇派と皇帝派に分裂しており、アレクサンデル4世はヴィテルボに隠居した後、1261年に死去した。ヴィテルボ大聖堂に埋葬されたが、16世紀に行われた修復で墓は壊されてしまった。
彼は教皇であった間に、フランスでの異端審問や托鉢修道会、1259年のタタールに対する十字軍の派遣などを通じて、正教会とカトリック教会の融合を図った。
1261年4月12日、死去の直前にはイングランド王ヘンリー3世に対して大勅書を発し、オックスフォード条項の破棄を認め、これが後に第2次バロン戦争の契機となった。